# Olympische Sommerspiele 1996/Leichtathletik – 400 m (Männer)

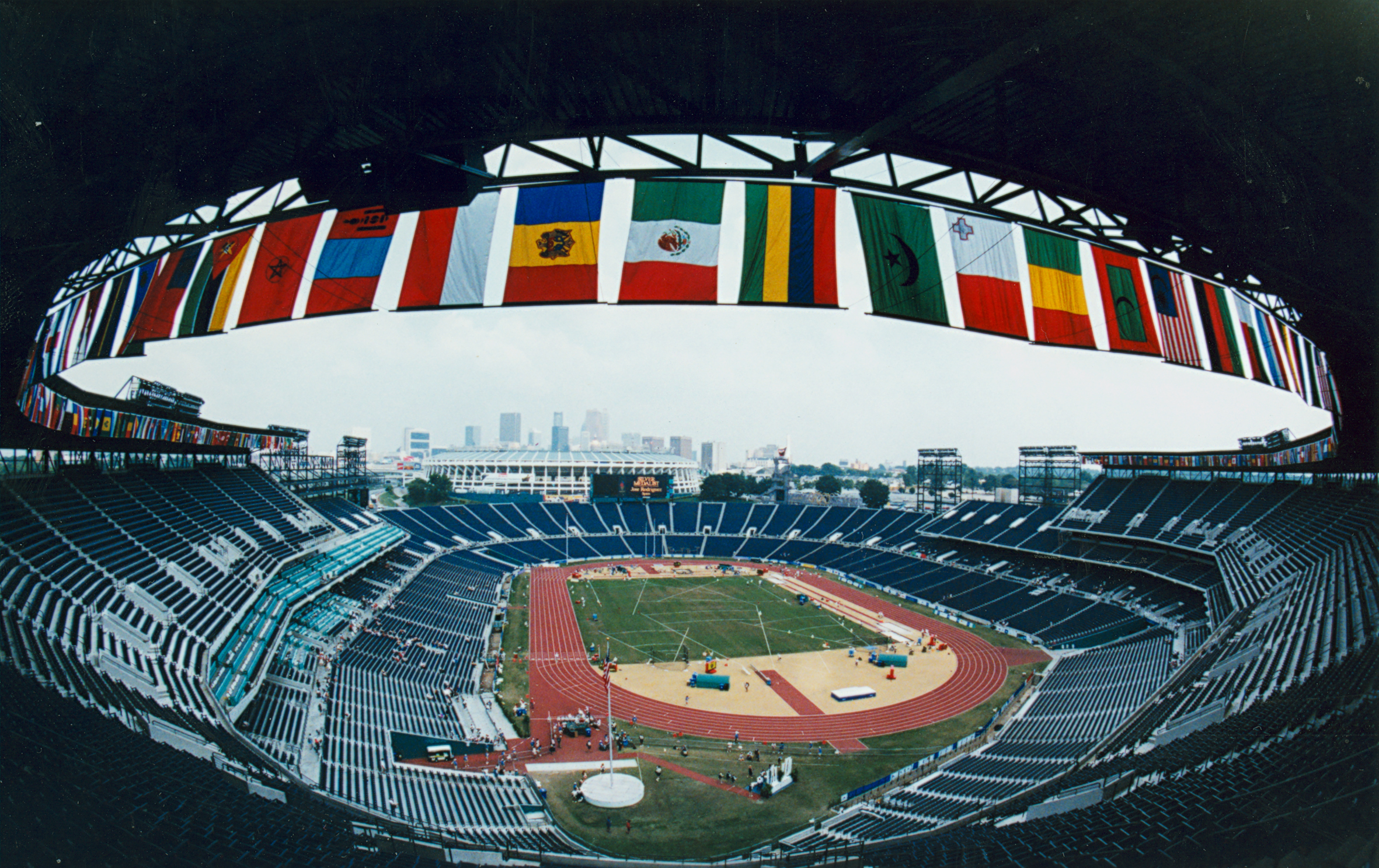
Das Centennial Olympic Stadium von Atlanta im Jahr 1996

Der 400-Meter-Lauf der Männer bei den Olympischen Spielen 1996 in Atlanta wurde am 26., 27., 28. und 29. Juli 1996 im Centennial Olympic Stadium ausgetragen. 62 Athleten nahmen teil.
Olympiasieger wurde der US-Amerikaner Michael Johnson. Er gewann vor Roger Black aus Großbritannien und Davis Kamoga aus Uganda.
Für die Schweiz gingen Laurent Clerc und Mathias Rusterholz an den Start. Clerc schied in der Vorrunde aus, Rusterholz im Viertelfinale.

Athleten aus Deutschland, Österreich und Liechtenstein nahmen nicht teil.

## Aktuelle Titelträger
| Olympiasieger 1992                      | Quincy Watts ( USA)                             | 43,50 s | Barcelona 1992       |
| Weltmeister 1995                        | Michael Johnson ( USA)                          | 43,39 s | Göteborg 1995        |
| Europameister 1994                      | Du’aine Ladejo ( Großbritannien)                | 45,09 s | Helsinki 1994        |
| Panamerikanischer Meister 1995          | Norberto Téllez ( Kuba)                         | 45,38 s | Mar del Plata 1995   |
| Zentralamerika und Karibik-Meister 1995 | Eswort Coombs ( St. Vincent und die Grenadinen) | 45,29 s | Guatemala-Stadt 1995 |
| Südamerika-Meister 1995                 | Sanderlei Parrela ( Brasilien)                  | 45,74 s | Manaus 1995          |
| Asienmeister 1995                       | Ibrahim Ismail Muftah ( Katar)                  | 44,96 s | Jakarta 1995         |
| Afrikameister 1996                      | Ibrahima Wade ( Senegal)                        | 45,75 s | Yaoundé 1996         |
| Ozeanienmeister 1994                    | Mark Wilson ( Neuseeland)                       | 47,25 s | Auckland 1994        |

## Rekorde

### Bestehende Rekorde
| Weltrekord         | 43,29 s | Harry Reynolds ( USA) | Zürich, Schweiz              | 17. August 1988 |
| Olympischer Rekord | 43,50 s | Quincy Watts ( USA)   | Finale OS Barcelona, Spanien | 5. August 1992  |

### Rekordverbesserung
Der US-amerikanische Olympiasieger Michael Johnson verbesserte den bestehenden olympischen Rekord im Finale am 29. Juli um eine Hundertstelsekunde auf 43,49 s.

## Vorrunde
Datum: 26. Juli 1996
Die Sportler traten zu insgesamt acht Vorläufen an. Für das Viertelfinale qualifizierten sich pro Lauf die ersten drei Athleten. Darüber hinaus kamen die acht Zeitschnellsten, die sogenannten Lucky Loser, weiter. Die direkt qualifizierten Athleten sind hellblau, die Lucky Loser hellgrün unterlegt.

### Vorlauf 1
19:00 Uhr
| Platz | Name                 | Nation              | Zeit    |
| ----- | -------------------- | ------------------- | ------- |
| 1     | Roger Black          | Großbritannien      | 45,28 s |
| 2     | Neil de Silva        | Trinidad und Tobago | 45,34 s |
| 3     | Štefan Balošák       | Slowakei            | 45,86 s |
| 4     | Jude Monye           | Nigeria             | 46,10 s |
| 5     | Michael Joubert      | Australien          | 46,30 s |
| 6     | Kossi Akoto          | Togo                | 46,94 s |
| DSQ   | Amar Hecini          | Algerien            |         |
| DSQ   | Moustafa Abdel Naser | Libyen              |         |

### Vorlauf 2
19:05 Uhr
Hassan Abdou war, zusammen mit seinen Mannschaftskameraden Mohamed Bakar und Ahamada Haoulata, einer der ersten Teilnehmer der Komoren bei Olympischen Spielen.
Ivan Jean-Marie und seine Teamkollegin Michelle Baptiste waren die ersten Leichtathleten aus St. Lucia, die an Olympischen Spielen teilnahmen.
| Platz | Name                   | Nation        | Zeit    |
| ----- | ---------------------- | ------------- | ------- |
| 1     | Davian Clarke          | Jamaika       | 45,54 s |
| 2     | Sanderlei Parrela      | Brasilien     | 45,60 s |
| 3     | Troy Douglas           | Bermuda       | 45,61 s |
| 4     | Charles Gitonga        | Kenia         | 45,62 s |
| 5     | Piotr Rysiukiewicz     | Polen         | 46,07 s |
| 6     | Mohamed Hamed al-Bishi | Saudi-Arabien | 46,82 s |
| 7     | Ivan Jean-Marie        | St. Lucia     | 47,13 s |
| 8     | Hassan Abdou           | Komoren       | 50,17 s |

### Vorlauf 3
19:10 Uhr
| Platz | Name                  | Nation          | Zeit    |
| ----- | --------------------- | --------------- | ------- |
| 1     | Alvin Harrison        | USA             | 44,69 s |
| 2     | Ibrahim Ismail Muftah | Katar           | 45,61 s |
| 3     | Paul Greene           | Australien      | 46,12 s |
| 4     | Shigekazu Ōmori       | Japan           | 46,30 s |
| 5     | Laurent Clerc         | Schweiz         | 46,42 s |
| 6     | Shon Ju-il            | Südkorea        | 46,74 s |
| 7     | Subul Babo            | Papua-Neuguinea | 48,15 s |
| DNS   | Joseph Dipeba         | Botswana        |         |

### Vorlauf 4
19:15 Uhr
| Platz | Name                | Nation                         | Zeit    |
| ----- | ------------------- | ------------------------------ | ------- |
| 1     | Eswort Coombs       | St. Vincent und die Grenadinen | 45,84 s |
| 2     | Jean-Louis Rapnouil | Frankreich                     | 45,93 s |
| 3     | Du’aine Ladejo      | Großbritannien                 | 46,27 s |
| 4     | Troy McIntosh       | Bahamas                        | 46,42 s |
| 5     | Valdinei da Silva   | Brasilien                      | 46,61 s |
| 6     | Richard Jones       | Guyana                         | 46,99 s |
| 7     | Mpho Morobe         | Lesotho                        | 47,54 s |
| 8     | Mohamed Amir        | Malediven                      | 49,67 s |

### Vorlauf 5
19:20 Uhr
| Platz | Name                   | Nation    | Zeit    |
| ----- | ---------------------- | --------- | ------- |
| 1     | Sugath Thilakaratne    | Sri Lanka | 45,79 s |
| 2     | Michael Johnson        | USA       | 45,80 s |
| 3     | Alejandro Cárdenas     | Mexiko    | 45,85 s |
| 4     | Bobang Phiri           | Südafrika | 45,94 s |
| 5     | Kennedy Ochieng        | Kenia     | 45,99 s |
| 6     | Evripides Demosthenous | Zypern    | 46,76 s |
| 7     | Emmanuel Rubayiza      | Ruanda    | 49,20 s |
| DNF   | Francis Ogola          | Uganda    |         |

### Vorlauf 6
19:25 Uhr
| Platz | Name               | Nation           | Zeit    |
| ----- | ------------------ | ---------------- | ------- |
| 1     | Harry Reynolds     | USA              | 45,42 s |
| 2     | Arnaud Malherbe    | Südafrika        | 45,75 s |
| 3     | Tawanda Chiwira    | Simbabwe         | 45,89 s |
| 4     | Mathias Rusterholz | Schweiz          | 45,92 s |
| 5     | Dawda Jallow       | Gambia           | 46,73 s |
| 6     | Eugene Farrell     | Irland           | 47,18 s |
| 7     | Casimiro Asumu Nze | Äquatorialguinea | 50,14 s |
| DNF   | Ibrahim Hassan     | Ghana            |         |

### Vorlauf 7
19:30 Uhr
| Platz | Name                 | Nation                       | Zeit    |
| ----- | -------------------- | ---------------------------- | ------- |
| 1     | Clement Chukwu       | Nigeria                      | 45,18 s |
| 2     | Samson Kitur         | Kenia                        | 45,39 s |
| 3     | Michael McDonald     | Jamaika                      | 45,50 s |
| 4     | Hendrick Mokganyetsi | Südafrika                    | 45,89 s |
| 5     | Osmar dos Santos     | Brasilien                    | 46,16 s |
| 6     | Robert Guy           | Trinidad und Tobago          | 46,80 s |
| 7     | Martial Biguet       | Zentralafrikanische Republik | 48,92 s |
| 8     | Anwar Mohamed Ali    | Jemen                        | 50,81 s |

### Vorlauf 8
19:35 Uhr
| Platz | Name              | Nation         | Zeit    |
| ----- | ----------------- | -------------- | ------- |
| 1     | Sunday Bada       | Nigeria        | 45,19 s |
| 2     | Iwan Thomas       | Großbritannien | 45,22 s |
| 3     | Davis Kamoga      | Uganda         | 45,56 s |
| 4     | Roxbert Martin    | Jamaika        | 46,01 s |
| 5     | Mark Ladbrook     | Australien     | 46,28 s |
| 6     | Carl Oliver       | Bahamas        | 47,41 s |
| 7     | Kimitene Biyago   | Tschad         | 48,88 s |
| DNS   | Ibrahim Ouédraogo | Burundi        |         |

## Viertelfinale
Datum: 27. Juli 1996
Aus den vier Viertelfinalläufen qualifizierten sich pro Lauf die ersten vier Athleten für das Halbfinale (hellblau unterlegt).

### Lauf 1

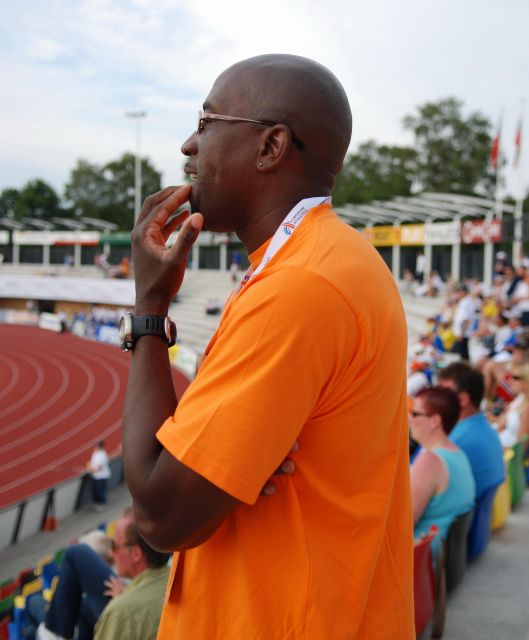
Troy Douglas – ausgeschieden als Siebter des ersten Halbfinals

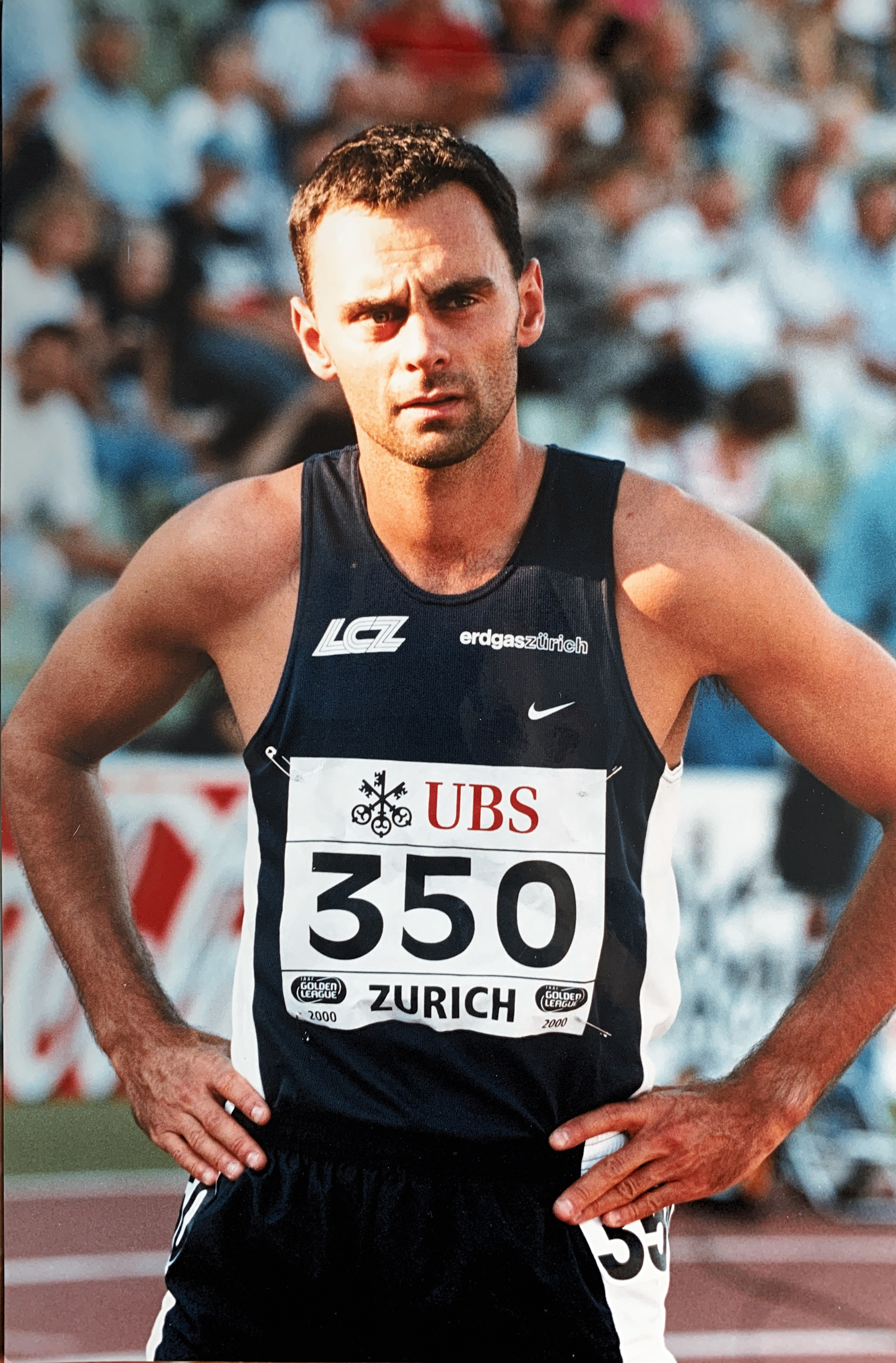
Mathias Rusterholz – ausgeschieden als Siebter des ersten Viertelfinals
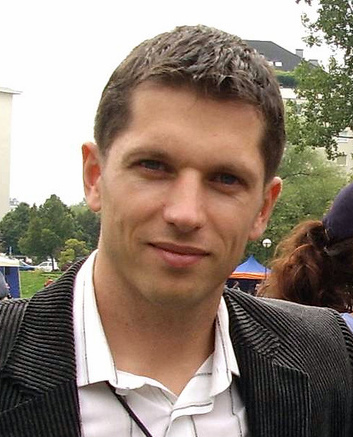
Piotr Rysiukiewicz – ausgeschieden als Achter des ersten Viertelfinals

19:55 Uhr
| Platz | Name               | Nation    | Zeit    |
| ----- | ------------------ | --------- | ------- |
| 1     | Sunday Bada        | Nigeria   | 44,88 s |
| 2     | Davian Clarke      | Jamaika   | 44,98 s |
| 3     | Samson Kitur       | Kenia     | 45,03 s |
| 4     | Troy Douglas       | Bermuda   | 45,26 s |
| 5     | Arnaud Malherbe    | Südafrika | 45,26 s |
| 6     | Tawanda Chiwira    | Simbabwe  | 45,38 s |
| 7     | Mathias Rusterholz | Schweiz   | 45,72 s |
| 8     | Piotr Rysiukiewicz | Polen     | 46,19 s |

### Lauf 2
20:00 Uhr
| Platz | Name                  | Nation         | Zeit    |
| ----- | --------------------- | -------------- | ------- |
| 1     | Roger Black           | Großbritannien | 44,72 s |
| 2     | Ibrahim Ismail Muftah | Katar          | 44,96 s |
| 3     | Harry Reynolds        | USA            | 45,21 s |
| 4     | Štefan Balošák        | Slowakei       | 45,32 s |
| 5     | Alejandro Cárdenas    | Mexiko         | 45,33 s |
| 6     | Bobang Phiri          | Südafrika      | 45,51 s |
| 7     | Sanderlei Parrela     | Brasilien      | 45,72 s |
| 8     | Kennedy Ochieng       | Kenia          | 45,72 s |

### Lauf 3
20:05 Uhr
| Platz | Name                | Nation              | Zeit    |
| ----- | ------------------- | ------------------- | ------- |
| 1     | Michael Johnson     | USA                 | 44,62 s |
| 2     | Roxbert Martin      | Jamaika             | 44,74 s |
| 3     | Davis Kamoga        | Uganda              | 44,82 s |
| 4     | Neil de Silva       | Trinidad und Tobago | 45,02 s |
| 5     | Clement Chukwu      | Nigeria             | 45,24 s |
| 6     | Du’aine Ladejo      | Großbritannien      | 45,62 s |
| 7     | Sugath Thilakaratne | Sri Lanka           | 45,78 s |
| 8     | Paul Greene         | Australien          | 46,22 s |

### Lauf 4
20:10 Uhr
| Platz | Name                 | Nation                         | Zeit    |
| ----- | -------------------- | ------------------------------ | ------- |
| 1     | Alvin Harrison       | USA                            | 44,79 s |
| 2     | Iwan Thomas          | Großbritannien                 | 45,04 s |
| 3     | Michael McDonald     | Jamaika                        | 45,26 s |
| 4     | Eswort Coombs        | St. Vincent und die Grenadinen | 45,43 s |
| 5     | Jean-Louis Rapnouil  | Frankreich                     | 45,74 s |
| 6     | Hendrick Mokganyetsi | Südafrika                      | 46,48 s |
| DNF   | Jude Monye           | Nigeria                        |         |
| DNS   | Charles Gitonga      | Kenia                          |         |

## Halbfinale
Datum: 28. Juli 1996
Aus den beiden Halbfinals qualifizierten sich die jeweils ersten vier Läufer für das Finale (hellblau unterlegt).

### Lauf 1
20:26 Uhr
| Platz | Name                  | Nation         | Zeit    |
| ----- | --------------------- | -------------- | ------- |
| 1     | Roger Black           | Großbritannien | 44,69 s |
| 2     | Davian Clarke         | Jamaika        | 44,87 s |
| 3     | Ibrahim Ismail Muftah | Katar          | 45,02 s |
| 4     | Alvin Harrison        | USA            | 45,04 s |
| 5     | Samson Kitur          | Kenia          | 45,17 s |
| 6     | Štefan Balošák        | Slowakei       | 45,59 s |
| 7     | Troy Douglas          | Bermuda        | 46,33 s |
| DNF   | Harry Reynolds        | USA            |         |

### Lauf 2
20:32 Uhr
| Platz | Name             | Nation                         | Zeit    |
| ----- | ---------------- | ------------------------------ | ------- |
| 1     | Michael Johnson  | USA                            | 44,59 s |
| 2     | Roxbert Martin   | Jamaika                        | 44,81 s |
| 3     | Davis Kamoga     | Uganda                         | 44,85 s |
| 4     | Iwan Thomas      | Großbritannien                 | 45,01 s |
| 5     | Sunday Bada      | Nigeria                        | 45,30 s |
| 6     | Eswort Coombs    | St. Vincent und die Grenadinen | 45,36 s |
| 7     | Michael McDonald | Jamaika                        | 45,48 s |
| 8     | Neil de Silva    | Trinidad und Tobago            | 45,56 s |

## Finale
Datum: 29. Juli 1996, 21:10 Uhr
| Platz | Name                  | Nation         | Zeit    | Anmerkung |
| ----- | --------------------- | -------------- | ------- | --------- |
| 1     | Michael Johnson       | USA            | 43,49 s | OR        |
| 2     | Roger Black           | Großbritannien | 44,41 s |           |
| 3     | Davis Kamoga          | Uganda         | 44,53 s |           |
| 4     | Alvin Harrison        | USA            | 44,62 s |           |
| 5     | Iwan Thomas           | Großbritannien | 44,70 s |           |
| 6     | Roxbert Martin        | Jamaika        | 44,83 s |           |
| 7     | Davian Clarke         | Jamaika        | 44,99 s |           |
| DNF   | Ibrahim Ismail Muftah | Katar          |         |           |

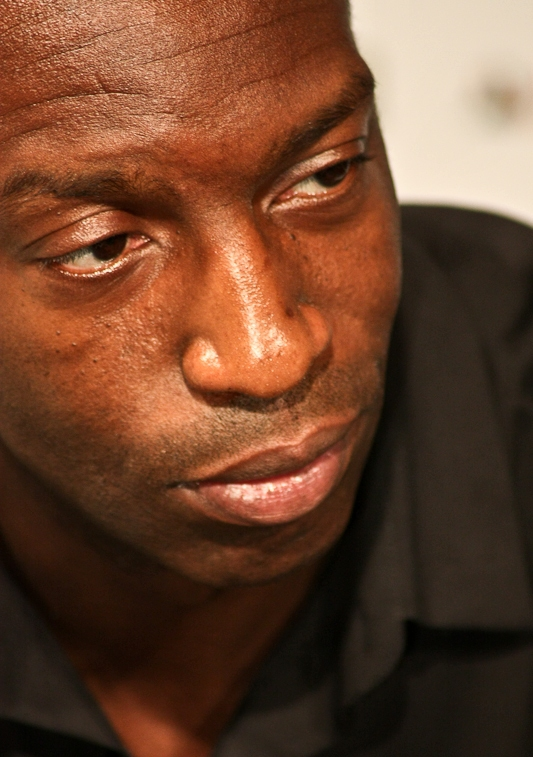
Michael Johnson (Foto: 2008) gewann seine erste von zwei Goldmedaillen hier in Atlanta – einen Staffelolympiasieg hatte er bereits 1992 errungen

Für das Finale hatten sich jeweils zwei Jamaikaner, US-Amerikaner und Briten qualifiziert. Komplettiert wurde das Finalfeld durch je einen Starter aus Katar und Uganda.
Weltmeister Michael Johnson aus den USA war eindeutiger Favorit. Seit 1989 war er auf dieser Distanz mit einer Ausnahme ungeschlagen. Ausgerechnet bei den Spielen von Barcelona 1992 hatte er wegen einer Lebensmittelvergiftung das Finale verpasst. Sein vermutlich größter Widersacher, Weltrekordler und Vizeweltmeister Harry Reynolds, hatte seinen Halbfinallauf hier in Atlanta verletzungsbedingt abbrechen müssen. Der jamaikanische WM-Dritte Gregory Haughton war hier nicht am Start. Weitere Konkurrenten waren der WM-Vierte Samson Kitur aus Kenia, der allerdings wie Reynolds das Finale nicht erreichte, sowie der britische Europameister Roger Black.
Michael Johnson lief das Finale völlig unangefochten und verbesserte den Olympiarekord, aufgestellt in 1992 in Barcelona von seinem Landsmann Quincy Watts, um eine Hundertstelsekunde. Als es in die Zielgerade ging, lagen drei Läufer ziemlich gleichauf hinter dem deutlich führenden Johnson. Der US-Amerikaner Alvin Harrison sowie die beiden Briten Roger Black und Iwan Thomas kämpften um Silber und Bronze, während Johnsons Vorsprung immer mehr anwuchs. Roger Black hatte das größte Stehvermögen von den drei Verfolgern und gewann 92 Hundertstelsekunden hinter dem Olympiasieger die Silbermedaille. Davis Kamoga aus Uganda erlief sich auf den letzten Metern mit mehr als einer Sekunde Rückstand auf Johnson noch Bronze vor Alvin Harrison und Iwan Thomas. Michael Johnson hatte den größten Vorsprung eines Olympiasiegers auf dieser Strecke seit 1896 herausgelaufen.
Drei Tage später holte sich Michael Johnson auch die Goldmedaille über 200 Meter. Er wurde damit nach seiner Landsfrau Valerie Brisco-Hooks (1984) und der Französin Marie-José Pérec (1996, wenige Minuten vor Johnson) der dritte Athlet, der das Double 200 und 400 Meter gewinnen konnte.
Im 23. olympischen Finale errang Michael Johnson die sechzehnte Goldmedaille der USA. Es war der vierte US-Sieg in Folge.
Davis Kamoga war der erste Medaillengewinner aus Uganda in dieser Disziplin.

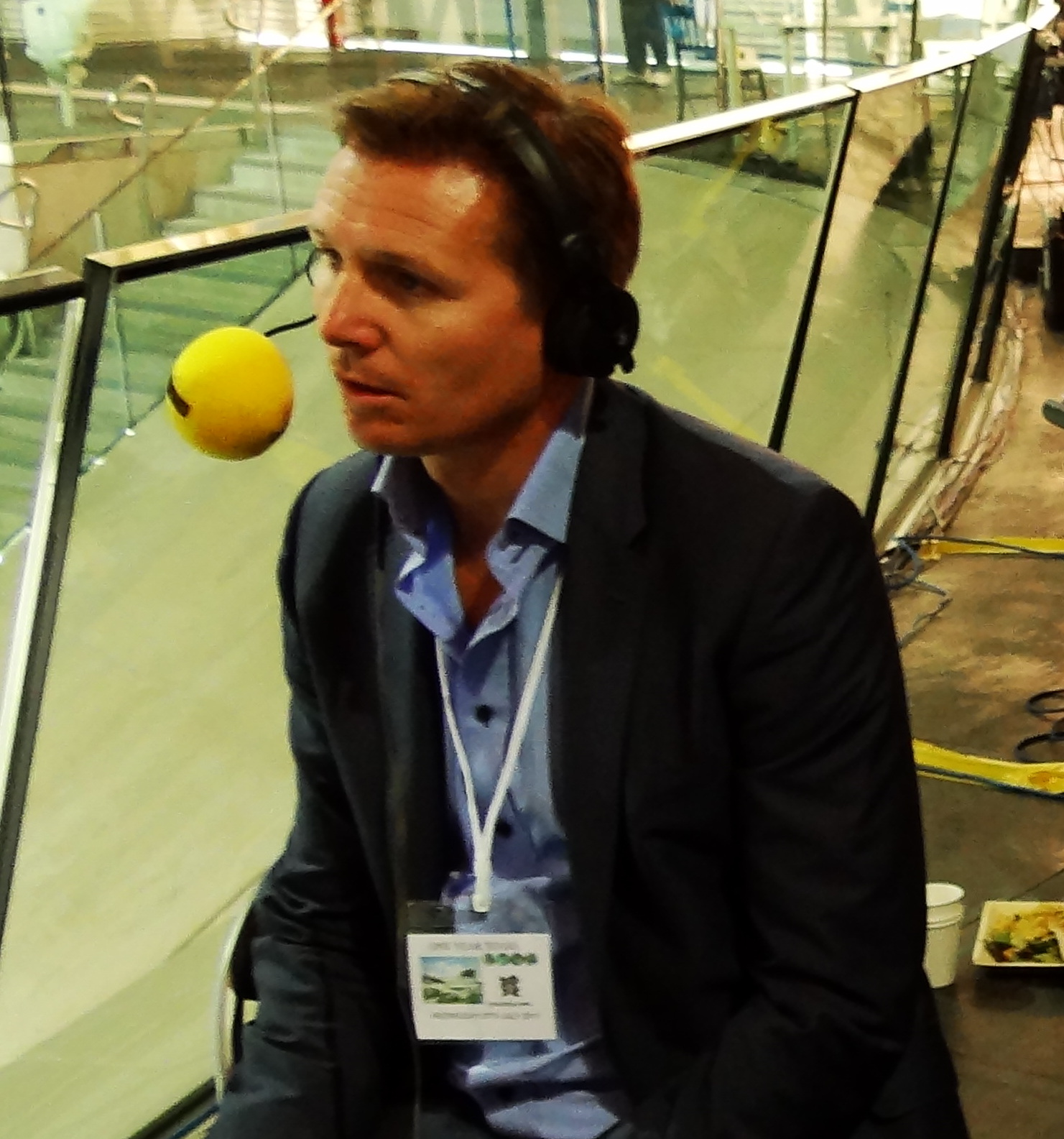
Europameister Roger Black (hier im Jahr 2011) erkämpfte sich die Silbermedaille
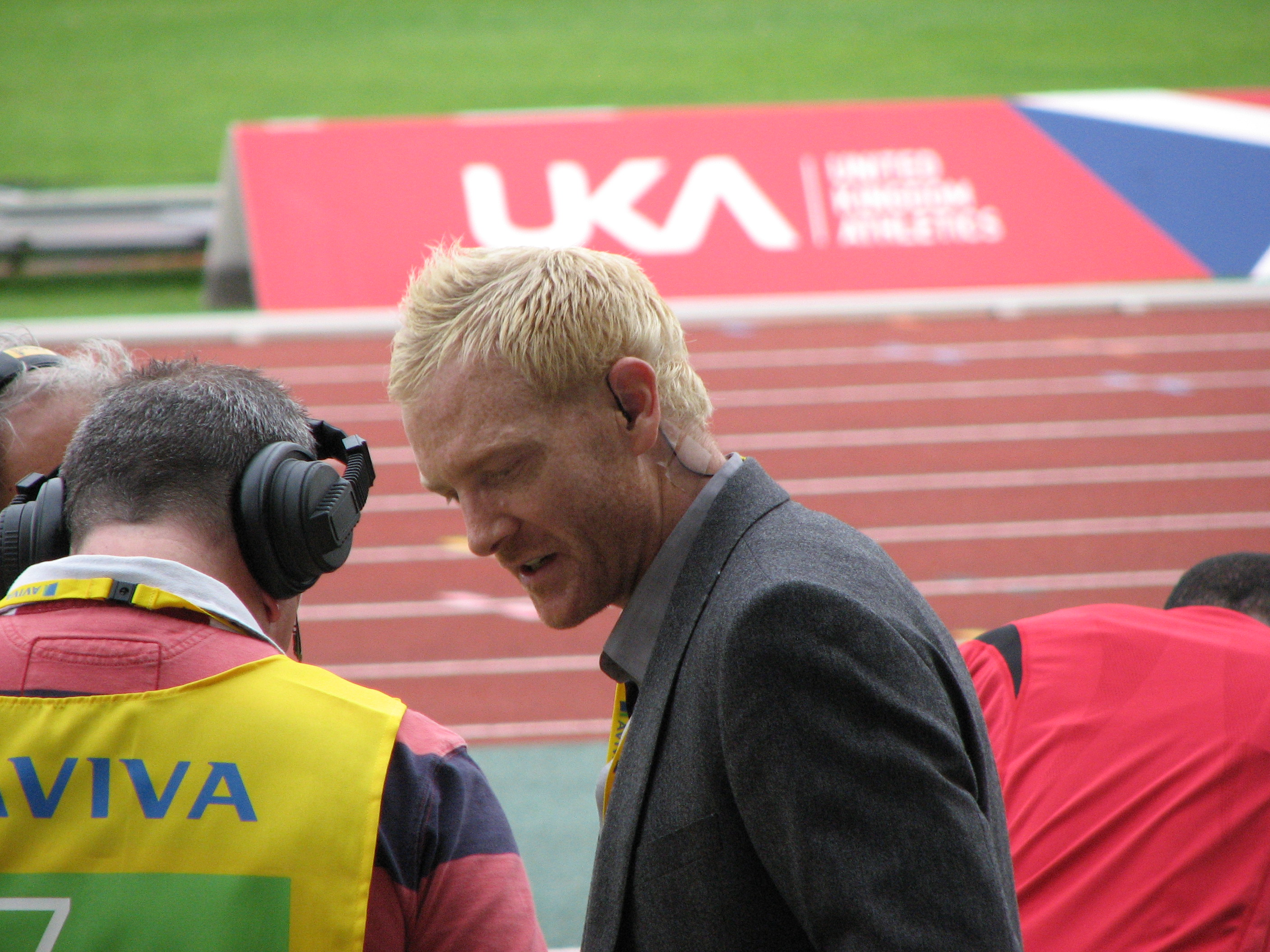
Iwan Thomas (rechts in einer Aufnahme von 2011) kam auf den fünften Platz

## Videolinks
- Men's 400m Final Atlanta Olympics 1996, youtube.com, abgerufen am 26. Februar 2018
- Michael Johnson Atlanta 1996 Gold 400m/200m, youtube.com, abgerufen am 3. Januar 2022
- Michael Johnson Breaks 200m & 400m Olympic Records - Atlanta 1996 Olympics, youtube.com, abgerufen am 3. Januar 2022